# Castianeira loricifera
Castianeira loricifera är en spindelart som först beskrevs av Simon 1886.  Castianeira loricifera ingår i släktet Castianeira och familjen flinkspindlar.
Artens utbredningsområde är Senegal. Inga underarter finns listade.